# Windpark Wachau
Der Windpark Wachau ist ein Windpark in der Gemeinde Wachau im Landkreis Bautzen in Sachsen.

## Geographie
Der Windpark befindet sich etwa einen Kilometer östlich vom Dorf Wachau und ungefähr 5 Kilometer nördlich der Stadt Radeberg. Er liegt zwischen der Autobahn A4 und der Kreisstraße K 9254. Die Windkraftanlagen sind über die Kreisstraße K 9254 und über die Lichtenberger Straße erreichbar und befinden sich auf einer Höhenlage von ungefähr 250 Metern. 

## Aktuelle Windkraftanlagen
Im Windpark Wachau stehen aktuell insgesamt 5 Windkraftanlagen, die in Betrieb sind. Im Jahr 2000 wurden die drei Windkraftanlagen an der Kreisstraße K 9254 in Betrieb genommen. Es handelt sich bei diesen um Windräder des Modells Enercon E-44 mit einem Rotordurchmesser von 44 Metern. Die Windkraftanlagen haben eine Nabenhöhe von 65 Metern und eine Nennleistung von 600 kW. Am südlichsten Turm der Windkraftanlagen, welche sich direkt neben der Kreisstraße K 9254 befindet, sind außerdem Mobilfunkantennen des Mobilfunkanbieters O2 angebracht. Die drei Windkraftanlagen sind mit jeweils einem eigenen Trafohäuschen ausgestattet. Betreiber dieser drei Windkraftanlagen ist eine natürliche Person.
Bei den zwei Windkraftanlagen, die über die Lichtenberger Straße zu erreichen sind, handelt es sich hingegen um Windkraftanlagen des Modells Enercon E-70 E4. Diese wurden 2011 in Betrieb genommen und haben eine Nabenhöhe von 85 Metern sowie einen Rotordurchmesser von 71 Metern. Die Windräder haben jeweils eine Nennleistung von 2,3 MW. Da die Windkraftanlagen einen Trafo im Turm haben, verfügen diese Windkraftanlagen über kein separates Trafohäuschen. Die beiden Windkraftanlagen werden vom Energieversorger SachsenEnergie AG betrieben.

## Ehemalige Windkraftanlagen

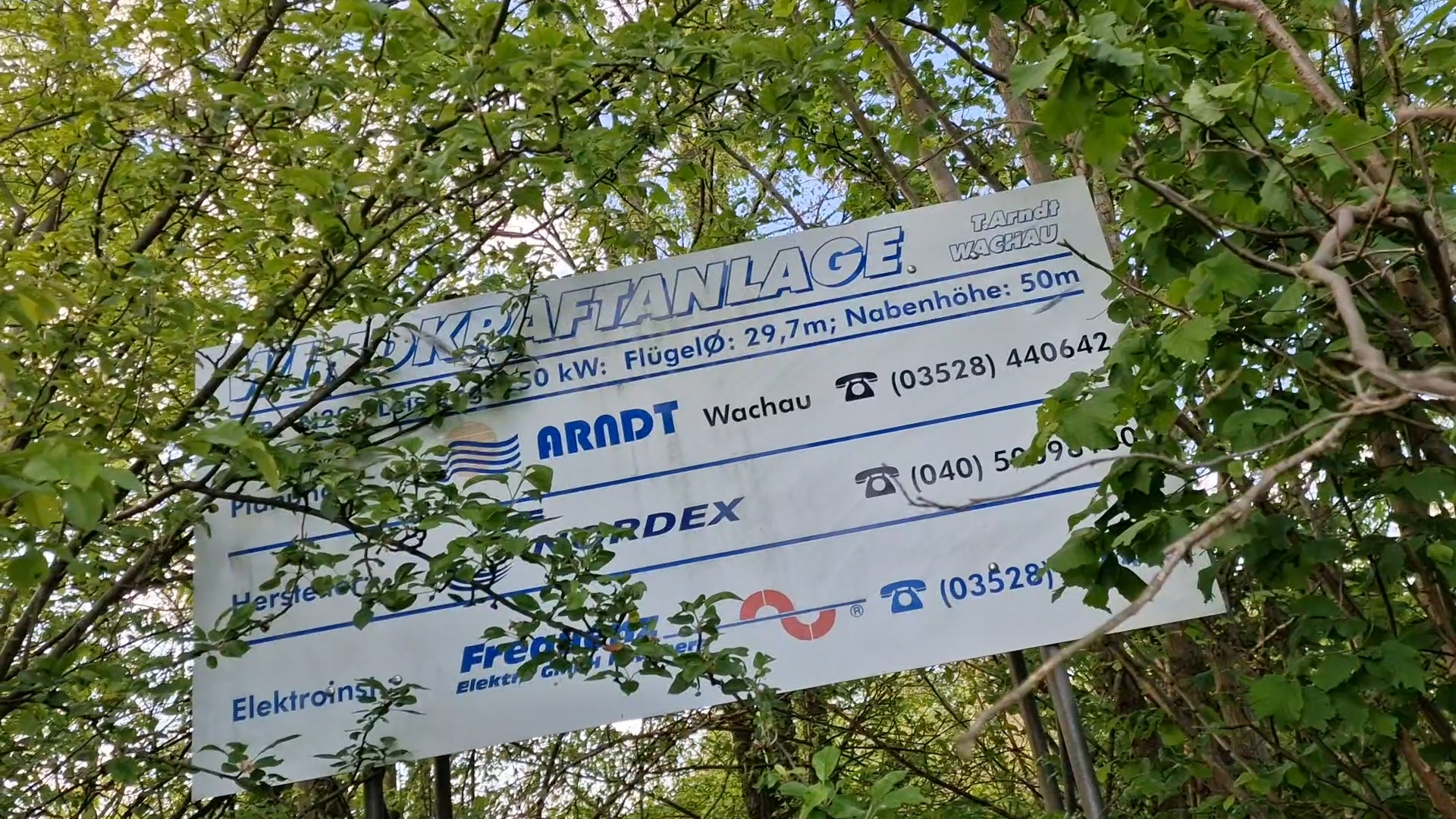
Informationstafel vor Ort

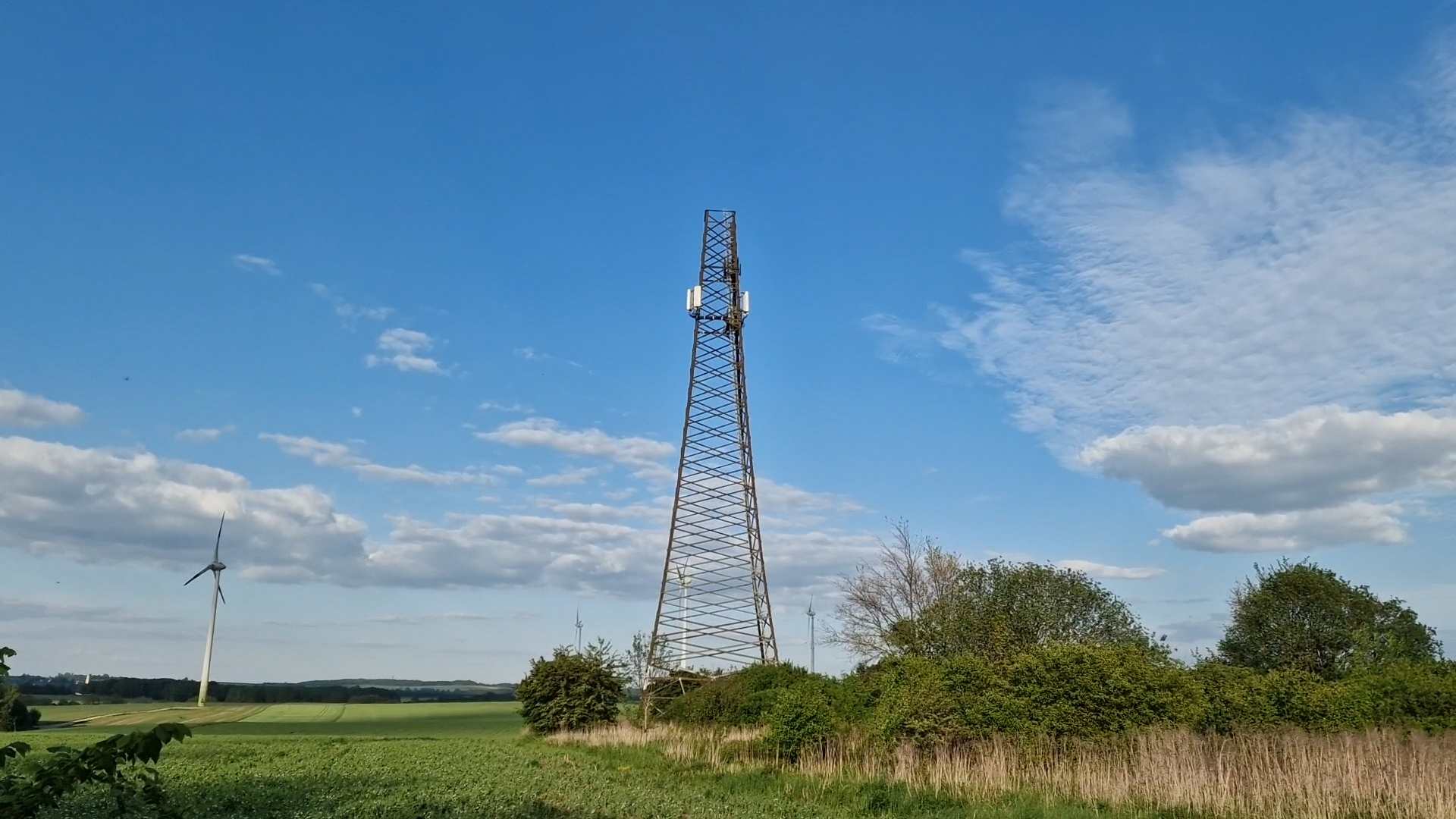
Einer der Stahlfachwerktürme der früheren Nordex-N29-Anlagen

Im Jahr 1995 wurden die ersten zwei Windkraftanlagen im Windpark Wachau in Betrieb genommen. Es handelte sich bei diesen um Windräder des Modells Nordex N29. Zu diesem Zeitpunkt handelte es sich bei dem Standort der Windkraftanlagen in Wachau allerdings noch nicht um einen Windpark, da dafür mindestens drei Windkraftanlagen notwendig sind. Diese Nordex N29/250-Anlagen hatten eine Nennleistung von jeweils 250 kW. Die Windkraftanlagen hatten einen Stahlfachwerkturm und ein gemeinsames Trafohäuschen. Sie hatten einen Rotordurchmesser von 29,7 Metern und eine Nabenhöhe von 50 Metern.
Die Generatoren wurden nach dem Erreichen der Lebensdauer abgebaut. Die Stahlfachwerktürme stehen allerdings weiterhin und dienen nun als Mobilfunkmasten.

## Netzanschluss
Alle fünf Windenergieanlagen im Windpark Wachau speisen die erzeugte Energie in das Mittelspannungsnetz der SachsenNetze HS.HD GmbH ein. Dabei verwenden die beiden Enercon E-70 E4 einen anderen Netzanschlusspunkt als die drei Enercon E-44-Windenergieanlagen.

## Geplante Windkraftanlage
Im Jahr 2016 plante die Dresdner Firma Boreas Energie den Bau einer neuen Windkraftanlage im Windpark Wachau. Das Windrad hätte die beiden Nordex-N29-Windkraftanlagen ersetzen sollen, nachdem diese die altersbedingt stillgelegt wurden. Die Windkraftanlage hätte mit 217 Metern eine deutlich größere Gesamthöhe als die bisher im Windpark Wachau aufgebauten Windkraftanlagen gehabt.
Das Projekt wurde letztendlich durch die sächsische Luftfahrtbehörde gestoppt, da diese die Sicherheit im Flugverkehr durch ein Windrad dieser Größe an diesem Standort gefährdet sah. Anwohner kritisierten das Projekt vorher außerdem wegen der Befürchtung, ein Windrad dieser Größe könnte mehr Lärm verursachen und Schlagschatten auf das Dorf werfen. Der Leppersdorfer Gemeinderat Volkmar Lehmann kritisierte außerdem, dass ein solches großes Windrad nicht in das Landschaftsbild passen würde. Die Entscheidung der Luftfahrtbehörde wurde vom Wachauer Bürgermeister Veit Künzelmann begrüßt. Er bezeichnete die Entscheidung als „Schützenhilfe von unerwarteter Seite“.